# Hyperbaena leptobotryosa
Hyperbaena leptobotryosa är en tvåhjärtbladig växtart som först beskrevs av John Donnell Smith och fick sitt nu gällande namn av Paul Carpenter Standley. Hyperbaena leptobotryosa ingår i släktet Hyperbaena och familjen Menispermaceae. Inga underarter finns listade i Catalogue of Life.